# Glenorchy (Tasmanien)
Glenorchy ist eine Kleinstadt und Vorort von Hobart im Südosten des australischen Bundesstaates Tasmanien. Sie liegt ca. 9 km nordwestlich des Stadtzentrums über dem Ostufer des Derwent River und hat rund 11.000 Einwohner (Stand 2016). Das Land wurde früher landwirtschaftlich genutzt, hauptsächlich für den Obstanbau, ist aber heute größtenteils dicht bebaut und gilt als Arbeiterviertel. Die Stadt ist Verwaltungssitz der Local Government Area Glenorchy City.
Die wichtigste Straße von Glenorchy ist die Main Road, die die Stadt in Nord-Süd-Richtung durchzieht.
Glenorchy ist eine Flächenstadt, und so sind einige Viertel unter anderen Namen bekannt:
- Elwick liegt östlich des Brooker Highway, und umfasst auch die Rennbahn im Tattersalls Park und den Royal Hobart Showground (Ausstellungsgelände)
- Merton umfasst die Gegend um die Barossa Road sowie das umgebende Buschland zwischen Glenorchy und Lenah Valley.

## Schulen
Die Grundschulen sind die Glenorchy Primary School und die Brent Street Primary School, die weiterführenden Schulen sind die Cosgrove High School, das Guilford Young College und das Dominic College.

## Öffentliche Einrichtungen
In Glenorchy finden sich viele öffentliche Einrichtungen der nördlichen Vororte von Hobart, z. B. ein Freibad, ein Kino, ein Stadion für Australian Football, ein Fußballstadion, ein Bowlsclub und der Tolosa Park, ein Stadtpark. In der Stadt ist auch das Tasmanian Transport Museum angesiedelt. Im Tolosa Park gibt es ein Freiluftauditorium, das hauptsächlich für Musikveranstaltungen genutzt wird.

## Einkaufsmöglichkeiten

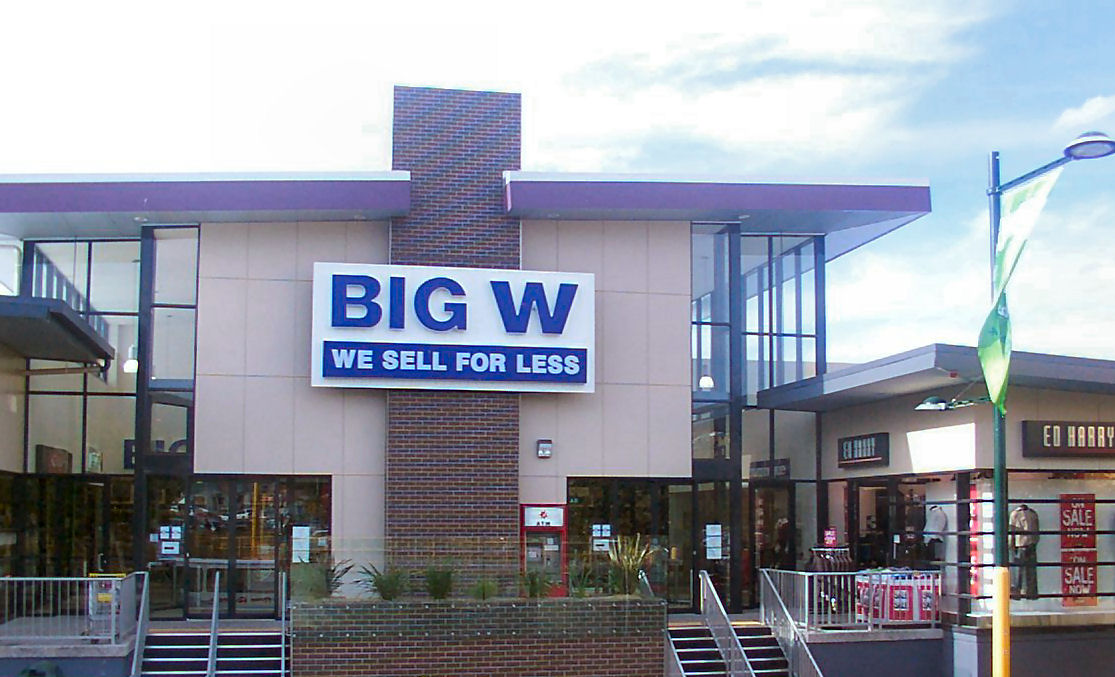
Big W Glenorchy

Im Stadtzentrum von Glenorchy gibt es drei große Einkaufszentren, das Northgate Shopping Centre, das Glenorchy Central (Centro) und das Glenorchy Plaza. Daneben sind viele große Supermarktketten vertreten, z. B. Best & Less, Coles, Woolworths, Big W, Mitre 10 Home & Trade und Target.